# Kranji (Purwokerto Timur)
Kranji is een bestuurslaag in het regentschap Banyumas van de provincie Midden-Java, Indonesië. Kranji telt 9651 inwoners (volkstelling 2010).